# Piper cubataonum
Piper cubataonum är en pepparväxtart som beskrevs av C. Dc.. Piper cubataonum ingår i släktet Piper och familjen pepparväxter. Inga underarter finns listade i Catalogue of Life.